# Frontul intern

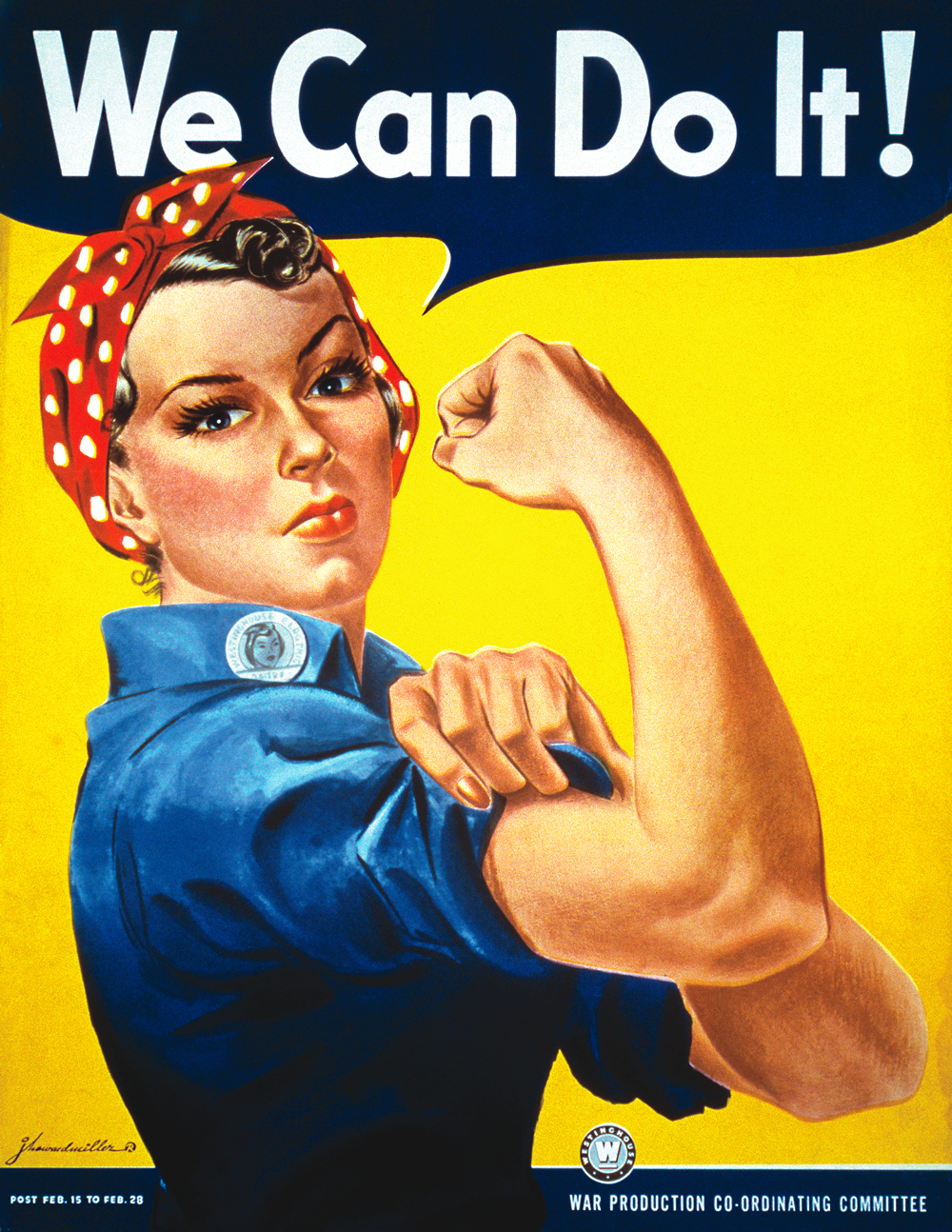
„Nituitoarea Rosie” – afiș de propagandă american din timpul celui de-al doilea război mondial

Frontul intern este termenul familiar care descrie populația civilă a unei națiuni în timp de război, care participă în mod activ la sprijinirea forțelor sale armate. Din punctul de vedere al militariștilor sau naționaliștilor, crearea „frontului intern” implică militarizarea societății, subordonarea sa necesităților de ordin militar pe timp de război. Imaginea unei societăți care funcționează în timp de război ca o componentă a ramurii executive este denumită uneori „dintele și coada”.
În națiunile industriale moderne, soldații de pe front – „dintele” – depind într-un grad ridicat de sprijinul civililor – „coada” – cei care participă la producția de alimente, medicamente, echipamente militare, arme și muniții, etc. 
În mod tradițional, populația civilă nu a fost implicată în lupte. Totuși, capacitatea distructivă ridicată a războaielor moderne amenință în mod direct și populația civilă. Odată cu modernizarea tehnologiilor militare, termenul „efort militar” s-a  transformat pentru a include și „frontul intern”, ca o reflectare atât a capacității sectorului civil de a produce arme, cât și a modificărilor structurale sau politice care au de a face cu vulnerabilitatea societății civile la atacurile militare directe. 
Acest efort continuu, de la cel militar la cel al lucrătorilor din fabrici, a avut un efect profund asuprea conceptului de război total. Astfel, dacă fabricile și muncitorii care produc material militar sunt parte a efortului de război, ei devin mai degrabă ținte militare legitime, decât necombatanți care au nevoie de protecție pe timp de conflict militar. Din momentul în care fabricile civile și muncitorii care lucrează pentru armată au devenit ținte militare, toate părțile implicate în conflict s-au dedat la atrocități împotriva civililor. Această viziune a militarilor asupra țintelor civile a avut un profund efect asupra echității aplicării principiilor pe baza cărora sunt aplicațiile acuzațiile de crime împotriva umanității. 

## Istoric
Importanța producției civile și a serviciilor de sprijin în ceea ce privește capacitatea de luptă a unei națiuni a devenit evidentă în timpul celor 25 de ani ai războaielor revoluționare și napoleoniene, în timpul cărora Regatul Unit a fost capabil să finanțeze și, la o scară mai mică, să înarmeze și aprovizioneze diferitele coaliții antifranceze. Deși Regatul Unit avea o populație mai mică decât Franța, comerțul maritim global și industrializarea britanică mai timpurie a făcut ca economia sa să fie mai puternică decât cea franceză, ceea ce a reechilibrat balanța puterii care părea în favoarea națiunii cu mai mulți soldați. 
În timpul războiului civil din SUA, capacitatea industrială a statelor nordice a devenit factorul decisiv al câștigării războiului. În timpul celui primului război mondial, criza britanică de muniție din 1915 și numirea lui Lloyd George în funcția de „ministru al munițiilor” a fost o recunoaștere a faptului că întreaga economie trebuie implicată în efortul de război, dacă Aliații doreau să obțină o victorie decisivă pe frontul de vest. 

## Al Doilea Război Mondial
Un factor determinant în victoria Aliaților în cel de-Al Doilea Război Mondial a fost capacitatea lor de a-și mobiliza în mod eficient capacitățile industriale civile și forța de muncă, (în special cea feminină), pentru producția militară sau în sprijinul armatei. Prin comparație, mobilizarea resurselor economice ale Germaniei Naziste au fost făcute într-un mod atât de ineficient la începutul războiului, încât unii istorici ai celui de-al doilea război mondial au tras concluzia că liderii naziști au avut o politică intenționată de favorizare a producției civile față de cea militară. Spre deosebire de germani, britanicii terminaseră mobilizarea pentru războiul total până în 1940, ceea ce a dus la o creștere uriașă a producției de război, în mod special a bombardierelor grele. În timpul invadării URSS de către Germania Nazistă, sovieticii au mutat numeroase întreprinderi industriale în estul țării, de cele mai multe ori dezasamblând și reasamblând fabrici întregi. În acest fel, producția sovietică de tancuri (în special T-34), avioane sau alte arme a depășit în scurtă vreme producția nazistă de război. 